# Long Road
«Long Road» es una canción del grupo de rock Pearl Jam que aparece como Lado B del sencillo Merkin Ball de 1995. La canción fue grabada durante las sesiones del álbum Mirror Ball, que es una colaboración de Neil Young y Pearl Jam. Neil Young aparece en la grabación junto a Eddie Vedder, Jeff Ament y Jack Irons.
La canción fue regrabada por Eddie Vedder para la Banda sonora de la película de 1995 Dead Man Walking. Para esta versión Vedder colaboró con el músico pakistaní Nusrat Fateh Ali Khan. Una versión más larga de la canción fue utilizada para la versión de la película.
También esta canción fue interpretada por Eddie Vedder, Mike McCready y Neil Young durante el programa America: A Tribute to Heroes. El concierto se realizó para recaudar fondos para las víctimas de los atentados del 11 de septiembre en Estados Unidos.

## Significado de la letra
«Long Road» está dedicada a "Clayton E." en el empaque del álbum. En un concierto de Pearl Jam del 7 de julio de 2006 en San Diego, California, Vedder reveló que escribió la canción después de escuchar acerca de la muerte de su maestro de teatro en la preparatoria, Clayton E. Liggett.

## Otras versiones
Michael Stipe del grupo R.E.M. ha interpretado "Long Road" en concierto.